# Otto Willms

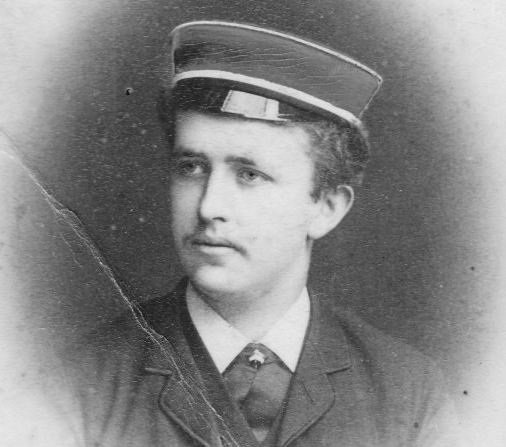
Otto Willms als Student in den Farben seines Corps

Otto Georg Hermann Willms (* 17. Juli 1866 in Jever; † 24. März 1901 in Delmenhorst) war ein deutscher Jurist sowie Bürgermeister der Stadt Delmenhorst.

## Leben
Willms wurde 1866 in Jever als Sohn des Weinhändlers Onko Emmius Willms und seiner Frau Johanne Rosaline Henriette geboren und war der jüngere Bruder von Johannes Eduard Folckard Willms. Er besuchte das Mariengymnasium in Jever, wo er das Abitur erwarb. Während seines Studiums in Göttingen wurde er 1885 Mitglied des Corps Hildeso-Guestphalia. Weitere Studienorte waren München und Berlin, und Willms schloss 1896 sein Studium der Rechtswissenschaften ab.
Er sammelte erste Verwaltungserfahrung als Assessor in Butjadingen und Westerstede, bevor er sich 1898 in Delmenhorst um das Bürgermeisteramt bewarb. Seinen Dienstantritt am 1. Januar 1899 musste er aus gesundheitlichen Gründen verschieben, und auch während seiner Amtszeit fiel er häufig aus. Als Assessor stand ihm Erich Koch zur Seite, der ihn im Sommer 1900 auch im Amt vertrat.
In seiner Amtszeit leistete er die Vorarbeit für die Anerkennung Delmenhorsts als Stadt erster Klasse, setzte sich für den Bau höherer Schulen ein, sodass in der Stadt eine Realschule gebaut wurde, und trieb den Bau der ersten Fortbildungsschule (heute Berufsbildende Schule) in Delmenhorst voran. 
Otto Willms starb am 24. März 1901 im Peter-Elisabeth-Krankenhaus in Delmenhorst an den Folgen seiner Tuberkuloseerkrankung. Er wurde am 28. März 1901 auf dem Neuen Evangelischen Friedhof der Stadt in einem anonymen Grab beigesetzt.
Am 23. August 1901 beschloss der Magistrat der Stadt Delmenhorst, den damaligen "Koppelfußweg," an dem die Realschule gebaut worden war, in "Willmsstraße" umzubenennen, weil Willms sich „um die Errichtung der an diesem Wege erbauten Realschule sehr verdient gemacht“ habe. Die Schule, die 1910 zur Oberrealschule wurde, erhielt 1956 den Namen "Gymnasium an der Willmsstraße."